# Free State of Jones
Pour plus de détails, voir Fiche technique et Distribution.
Free State of Jones est un film de guerre dramatique américano-chinois réalisé par Gary Ross et sorti en 2016. Se déroulant durant la guerre de Sécession, il montre les mésaventures des déserteurs anti-esclavagistes dans le comté de Jones au Mississippi. Il s'inspire d'événements historiques et notamment de la vie de Newton Knight, leader d'un mouvement insurrectionnel agrarien à la fin de la guerre de Sécession.

## Synopsis
L'histoire se déroule pendant la guerre de Sécession américaine. Le personnage principal, un fermier du Mississippi du nom de John Smith, est témoin des horreurs de la guerre et des injustices infligées aux Afro-Américains esclaves.
Inspiré par les idéaux de liberté et d'égalité, John Smith se rebelle contre les confédérés et décide de fonder sa propre communauté autonome en tant que Free State of Jones (L'État libre de Jones). Avec l'aide de ses camarades d'armes, d'esclaves en fuite et des femmes de la région, John mène une révolte contre les confédérés et crée une société égalitaire où tous sont traités avec respect et dignité.
Au fil du temps, la communauté de L'État libre de Jones grandit et se fortifie, attirant l'attention des confédérés qui tentent de l'écraser. Mais John et ses alliés se battent avec courage et détermination, défendant leur liberté et leurs idéaux malgré les nombreux défis et obstacles qui se dressent sur leur chemin.
Finalement, l'État libre de Jones survit à la guerre et devient un symbole de liberté et d'espoir pour tous ceux qui luttent pour leurs droits et leur dignité. John Smith devient un héros de la cause abolitionniste et un modèle de courage et de persévérance pour les générations futures.

## Fiche technique
Sauf indication contraire, les informations mentionnées dans cette section peuvent être confirmées par la base de données cinématographiques IMDb,  présente dans la section « Liens externes ».
- Titre original et français : Free State of Jones
- Titre québécois : L’État libre de Jones
- Réalisateur et scénario : Gary Ross
- Directeur photographie : Benoît Delhomme
- Musique : Nicholas Britell
- Décors : Larry Dias
- Costumes : Louise Frogley
- Producteurs : Gary Ross, Scott Stuber et John Kilik
- Sociétés de production : STX Entertainment, Huayi Brothers, Tang Media Productions, Route One Entertainment, IM Global, Swing Lake Entertainment, Bluegrass Films, Larger Than Life Productions et Vendian Entertainment
- Distribution : STX Entertainment (États-Unis)
- Pays de production :  États-Unis,  Chine
- Budget : 50 millions de dollars
- Genre : drame, guerre, historique
- Date de sortie : 
  - États-Unis : 24 juin 2016
  - France : 14 septembre 2016

## Distribution
- Matthew McConaughey (VF : Bruno Choël ; VQ : Daniel Picard) : Newton Knight
- Gugu Mbatha-Raw (VF : Fily Keita ; VQ : Marie-Evelyne Lessard) : Rachel Knight
- Keri Russell (VQ : Mélanie Laberge) : Serena Knight
- Mahershala Ali (VF : Daniel Lobé ; VQ : Widemir Normil) : Moses Washington
- Christopher Berry (VF : Gérard Darier ; VQ : Jacques Lussier) : Jasper Collins
- Sean Bridgers (VQ : Claude Gagnon) : Will Sumrall
- Jacob Lofland (VF : Martin Faliu ; VQ : Nicolas Bacon) : Daniel

 Source et légende : version française (VF) sur RS Doublage ; version québécoise (VQ) sur Doublage.qc.ca

## Production

### Développement
Le 5 novembre 2014, Deadline.com annonce que Matthew McConaughey interprétera Newton Knight et que Gary Ross va réaliser le film, inspiré de la véritable histoire de Newton Knight, l'un des dirigeants de la rébellion. STX Entertainment annonce financer 20 millions de dollars parmi les 65 millions nécessaires à la production du film, en cofinancement avec IM Global.
Jon Kilik, Scott Stuber et Gary Ross sont annoncés comme producteurs du film. Le 6 juin 2015, Gugu Mbatha-Raw est choisie pour le rôle de Rachel, femme esclave devenue la femme de Newton Knight. Keri Russell et Mahershala Ali rejoignent la distribution le 12 février, dans les rôles respectifs de Serena Knight et Moses Washington, un esclave en fuite qui rejoint la rébellion dirigée par Newton.

### Tournage
En février 2015, le site Project Casting annonce que le tournage se déroulera du 23 février au 21 mai, à La Nouvelle-Orléans et à Lafayette en Louisiane. Le tournage débute le 23 février et est prévu jusqu'au 28 mai.
Le 9 mars, Adam Fogelson, président de la STX Entertainment, annonce le début de la production à La Nouvelle-Orléans, ainsi que dans des alentours. Cette annoncé est accompagnée de la publication d'une première photo. En mai 2015, certaines prises de vue sont faites à Clinton, dans la paroisse East Feliciana Parish.

## Sortie et accueil

### Date de sortie
Le 25 février 2015, STX Entertainment a annoncé que le film sortirait le 11 mars 2016. Il fera concurrence aux films Christ the Lord: Out of Egypt and Warcraft.

## Box-office
Le film ne récolte que 25 millions de dollars de recettes mondiales, pour un budget d'environ 50 millions.